# حسین امیرفضلی
حسین امیرفضلی (زادۀ ۱۲۹۹ – درگذشتۀ ۲۴ اسفند ۱۳۷۰) کارگردان، نویسنده، تهیه‌کننده و بازیگر ایرانی بود.

## زندگی هنری
حسین امیرفضلی مشهور به «هوشنگ امیرفضلی»، فعالیت هنری خود را با بازیگری در نمایش «قربانی در مقدم ابوالهول» (به کارگردانی صادق بهرامی) در سال ۱۳۲۲ آغاز و پس از آشنایی با اسماعیل کوشان در «میترا فیلم»، برای نخستین بار در سال ۱۳۲۷، در فیلم طوفان زندگی به کارگردانی «علی دریابیگی» بازی کرد. او همزمان در رادیو نیز، از پرکارترین هنرمندان بود. او سال ۱۳۲۹ با مشارکت احمد افسانه دفتر سینمایی «صحرا فیلم» را تأسیس کرد و در سال ۱۳۳۷ دفتر دیگری را نیز به نام «کسری فیلم» برپا نمود. امیرفضلی علاوه بر بازیگری در سینما، نویسندگی و کارگردانیِ سه فیلم را نیز به عهده داشته‌است که عبارتند از: دزدان معدن (۱۳۳۵)، هالو (۱۳۳۸) و عشق و حماقت (۱۳۴۰). حسین امیرفضلی در ۲۴ اسفند ۱۳۷۰ درگذشت.

## کارنامهٔ هنری
- صبح جمعه با شما

### سینما

#### نویسنده و کارگردان
- عشق و حماقت (۱۳۴۰)
- هالو (۱۳۳۸)
- دزدان معدن (۱۳۳۵)

#### تهیه‌کننده
- عشق و حماقت (۱۳۴۰)
- هالو (۱۳۳۸)

#### بازیگر
1. پرواز پنجم ژوئن (۱۳۶۸)
2. رانده‌شده (۱۳۶۸)
3. گراند سینما (۱۳۶۷)
4. صمد به شهر می‌رود (۱۳۵۸)
5. صمد دربه‌در می‌شود (۱۳۵۷)
6. زنبورک (۱۳۵۴)
7. صمد خوشبخت می‌شود (۱۳۵۴)
8. صمد آرتیست می‌شود (۱۳۵۳)
9. تنگسیر (۱۳۵۲)
10. صمد به مدرسه می‌رود (۱۳۵۲)
11. اعجوبه‌ها (۱۳۵۱)
12. خاطرخواه (۱۳۵۱)
13. خیلی هم ممنون (۱۳۵۱)
14. شهر آفتاب (۱۳۵۱)
15. صمد و سامی، لیلا و لیلی (۱۳۵۱)
16. صمد و فولادزره دیو (۱۳۵۱)
17. فتنه چکمه‌پوش (۱۳۵۱)
18. صمد و قالیچه حضرت سلیمان (۱۳۵۰)
19. تهران می‌رقصد (۱۳۴۸)
20. دنیای پرامید (۱۳۴۸)
21. زیبای خطرناک (۱۳۴۶)
22. امیرارسلان نامدار (۱۳۴۵)
23. جاهل محل (۱۳۴۳)
24. اشک‌ها و خنده‌ها (۱۳۴۲)
25. دختر ساری (۱۳۴۲)
26. دوستت دارم (۱۳۴۲)
27. چادرنشین‌ها (۱۳۴۱)
28. عشق و حماقت (۱۳۴۰)
29. شیرفروش (۱۳۳۹)
30. کی به کیه؟ (۱۳۳۹)
31. قاصد بهشت (۱۳۳۸)
32. هالو (۱۳۳۸)
33. برهنه خوشحال (۱۳۳۶)
34. یعقوب لیث صفاری (۱۳۳۶)
35. اتهام (۱۳۳۵)
36. دزدان معدن (۱۳۳۵)
37. امیر ارسلان نامدار (۱۳۳۴)
38. غروب عشق (۱۳۳۴)
39. آغا محمدخان قاجار (۱۳۳۳)
40. شاهین طوس (۱۳۳۳)
41. بلهوس (۱۳۳۳)
42. بی‌پناه (۱۳۳۲)
43. طوفان زندگی (۱۳۲۷)

### تلویزیون
| سال       | نام                           | سمت          | کارگردان                             | توضیحات |
| --------- | ----------------------------- | ------------ | ------------------------------------ | --- |
| ۱۳۷۱      | تله‌تئاتر مشت‌های کوچک          | بازیگر       | ثریا قاسمی                           | شبکه ۲ |
| ۱۳۶۹      | آرایشگاه زیبا                 | بازیگر مهمان | مرضیه برومند                         | شبکه ۲ |
| ۱۳۶۸–۱۳۶۷ | جُنگ ۶۸                        | بازیگر       | صادق عبداللهی محمد اوزی              | در نوروز ۱۳۶۸ از شبکه ۱ پخش شد. |
| ۱۳۶۴      | تله‌تئاتر «زارع شیکاگو»        | بازیگر       | سیروس ابراهیم‌زاده                    | نویسنده: مارک تواین / شبکه ۲ |
| ۱۳۶۵–۱۳۶۴ | سایه همسایه                   | بازیگر       | اسماعیل خلج                          | شبکه ۲ |
| ۱۳۶۲      | حدس بزن                       | بازیگر       | محسن احمدی                           | شبکه ۱ |
| ۱۳۵۴      | کاف‌شو                         | بازیگر       | پرویز صیاد                           | «کاف شو» در واقع یکصد و پنجاه و یکمین و آخرین قسمت از مجموعه تلویزیونی «اختاپوس» بود که به مناسبت نوروز ۵۴ ساخته شده بود و در ۱۳ فروردین ماه ۱۳۵۴ پخش شد. |
| ۱۳۵۴      | مأمور ما صمد در بالاتر از خطر | بازیگر       | پرویز صیاد                           | این مجموعه تلویزیونی، در ۵ قسمت ساخته و پخش شد. |
| ۱۳۵۳      | ماجراهای صمد                  | بازیگر       | پرویز صیاد                           | این مجموعه تلویزیونی، در ۱۳ قسمت ساخته و پخش شد. |
| ۱۳۵۳–۱۳۵۰ | اختاپوس                       | بازیگر       | پرویز صیاد                           | |
| ۱۳۴۹–۱۳۴۶ | سرکار استوار                  | بازیگر       | منصور پورمند پرویز کاردان پرویز صیاد | این سریال، نزدیک به ۲۰۰ قسمت داشت و پخش آن از اواسط سال ۱۳۴۶ آغاز شد و پس از وقفه‌ای، تا سال ۱۳۴۹ ادامه داشت.                                              |
| ۱۳۴۰      | تک‌مضراب                       | بازیگر       | علی محزون                            | تلویزیونِ ثابت پاسال |